# Tennistoernooi van Auckland

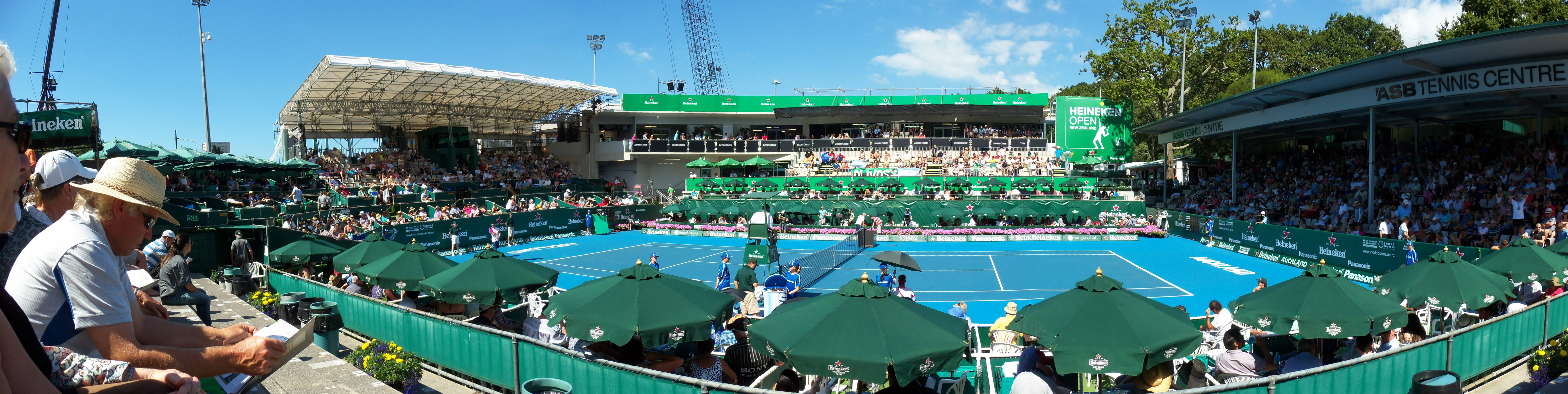
De ASB Tennis Arena

Het tennistoernooi van Auckland is een jaarlijks terugkerend toernooi dat wordt gespeeld op de hardcourtbanen van de ASB Tennis Arena in de Nieuw-Zeelandse stad Auckland. De officiële naam van het toernooi is ASB Classic.
Het toernooi bestaat uit twee delen:
- WTA-toernooi van Auckland, het toernooi voor de vrouwen
- ATP-toernooi van Auckland, het toernooi voor de mannen

ATP-toernooi van Auckland‎ – WTA-toernooi van Auckland

2016 · 
2017 · 
2018 · 
2019 · 
2020 · 2021 · 2022 · 
2023 · 
2024 · 
2025